# Alain-Richard Donwahi
Pour les articles homonymes, voir Donwahi.
Alain-Richard Donwahi, né le 1er juillet 1962, est un homme politique ivoirien.
Du 19 juillet 2017 au 20 avril 2022, il est ministre des Eaux et Forêts. Donwahi est aussi président du Conseil régional de la Nawa de 2017 à 2023. Il est président de la COP15 de la Convention des Nations unies sur la lutte contre la désertification en 2022.

## Biographie
Alain-Richard Donwahi est originaire de Soubré, dans le sud-ouest de la Côte d'Ivoire. Il naît le 1er juillet 1962. Il est le fils de Thérèse Yamaman et de Charles Bauza Donwahi. Le père et la mère sont décédés le 2 août 1997 et le 16 avril 2012.
Alain-Richard est, avec Illa Ginette, l'un des enfants de la famille.

## Formation
Alain-Richard Donwahi obtient en 1980 le baccalauréat série D à l'École Saint-Martin-de-France de Pontoise. Il poursuit son cursus estudiantin à l'université Paris-Dauphine où il obtient en 1982 son Diplôme d'études universitaires générales (DEUG). En 1983, il intègre l'université Claremont Colleges à Claremont en Californie pour poursuivre sa formation. Il y obtient en 1987 un Bachelor in Business Economics.

## Activité professionnelle
En 1990, il fonde Excell SA, une société de production et exportation de fruits et autres produits tropicaux, plantations d'hévéa. Il en est le PDG. De 1993 à 1998, il est le directeur de Delbau SA, un exportateur café/cacao agréé.

## Carrière politique

### Politique nationale
Alain-Richard Donwahi commence sa carrière politique au Parti démocratique de Côte d'Ivoire.
Alain-Richard Donwahi est, de 2007 à 2012, sous le gouvernement de Guillaume Soro conseiller spécial du Premier ministre chargé des questions militaires, chef de la cellule défense et sécurité.
Le 14 janvier 2016, Alain-Richard Donwahi succède au ministre Paul Koffi Koffi comme ministre chargé de la Défense, et prend ainsi les commandes en tant que Secrétaire du conseil national de sécurité. Il doit négocier avec les militaires auteurs d'une mutinerie en janvier 2017,,.
Le 19 juillet 2017, il est nommé ministre des Eaux et Forêts et président du conseil régional de la Nawa,. Il est reconduit dans ces fonctions sous le gouvernement Achi I formé le 6 avril 2021.
En avril 2022, lors de la formation du gouvernement Achi II, Donwahi est remplacé par Laurent Tchagba.
Peu après son départ, un média mentionne une affaire touchant la gestion du ministère des Eaux et Forêts sous Donwahi. Un important réseau de trafic illégal de bois est découvert fin 2021 et une enquête policière est ouverte. Un audit du ministère des Eaux et Forêts par l'Inspection générale de l'État est lancé en février 2022. Plusieurs proches collaborateurs du ministre sont entendus par la justice dans cette affaire. Le remplacement de Donwahi est alors décrit comme une éviction,.
Il est élu président de la COP15, la 15e édition de la conférence des États signataires de la Convention des Nations unies sur la lutte contre la désertification le 11 mai 2022,. Le président Ouattara déclare alors que son remplacement du gouvernement avait pour objectif de permettre sa nomination à la COP15,.
Lors de l'élection régionale dans la région de la Nawa de septembre 2023, Donwahi est battu par René Netro, le candidat d'union du Parti démocratique de Côte d'Ivoire – Rassemblement démocratique africain (PDCI) et du Parti des peuples africains – Côte d'Ivoire (PPA-CI) qui obtient 50,4 % des voix,.

## Distinctions et décorations
Le ministre de la défense Alain Donwahi est fait officier de la légion d’honneur par l'ambassadeur de France en Côte d’Ivoire George Serré.